# Иванов, Григорий Викторович
Григорий Викторович Иванов (род. 21 января 1961, ст. Хрустальная, Свердловская область) — российский футболист и футбольный функционер. Мастер спорта России по футзалу. Заслуженный тренер России.
Является идейным вдохновителем и организатором мини-футбольного клуба «ВИЗ» (Екатеринбург). С 1992 по 1996 годы выступал за команду в качестве игрока. В Высшей лиге провёл 34 матча, забил 6 мячей. С 1996 года полностью перешёл на руководящую работу. Является президентом МФК «Синара».
В 2001 году избран председателем федерации футбола Свердловской области.
С 1 марта 2003 года — президент футбольного клуба «Урал» (Екатеринбург).
С 2011 года является вице-президентом Ассоциации мини-футбола России.
В 2022 году был избран руководителем вновь созданной организации АПМФК «Суперлига», которая, начиная с сезона 2023-24, с позволения РФС займётся организацией высшего дивизиона Чемпионата России по мини-футболу. 